# Ундолски листове
Ундолските листове или Листовете на Ундолски (на руски: Листки Ундольского) са 2 кирилски пергаментни листа от 11 в., представляващи откъслек от ръкописен апракос (изборно богослужебно евангелие).
Носят името на известния руски библиограф Вукол Михайлович Ундолски (1816 – 1864), комуто са принадлежали. След неговата смърт попадат в московския Публичен Румянцевски музей, а днес се намират в Руската държавна библиотека (фонд Ундольского, № 961).
Според някои автори (Алексей Соболевски, Шчепкин, Н Н. Дурново) областта, от която произхождат Листовете на Ундолски, е Македония, но според Н. Ван Вейк и Афанасий Селишчев те са източнобългарски паметници. По правопис Листовете спадат към групата на едноеровите старобългарски паметници. От еровите знаци се среща само ъ и едва на два пъти – ь.

## Издания
- И. И. Срезневский, Древние славянские памятники юсового письма. Санкт-Петербург, 1868, 194 – 196
- Е. Ф. Карский, Листки Ундольского: отрывок кирилловского евангелия XI в. СПб., 1904 (ново изд. в кн.: Е. Ф. Карский. Труды по белорусскому и другим славянским языкам. М., 1962)
- А. Минчева, Старобългарски кирилски откъслеци. София, 1978, 18 – 24